# Le fiabe di Fata Cri
Le fiabe di Fata Cri è una collana di libri contenente fiabe scritte da Cristina D'Avena e Mariagrazia Bertarini con illustrazioni di  Giorgio Di Vita, edita dalla casa editrice Giunti. Ad ogni libro è allegato un CD contenente la stessa fiaba cantata dalla stessa D'Avena su una base musicale composta da Giorgio Vanni e Max Longhi.

## Volumi
1. Fata Cri e i draghetti pasticcioni
2. Fata Cri e il ballo degli scoiattoli
3. Il mistero della principessa
4. Il mostro birbone

## Canzone di apertura dei dischi
- Le fiabe di fata Cri, musica di Giorgio Vanni e Max Longhi, testo e interpretazione di Cristina D'Avena.